# Mohamed Bakir El-Nakib
Mohamed Bakir El-Nakib (arabisch حمادة محمد بكير النقيب, DMG Ḥamāda Muḥammad Bakīr an-Naqīb; * 6. April 1974 in Alexandria) ist ein ehemaliger ägyptischer Handballtorwart und -trainer, der an vier Olympischen Spielen teilgenommen hat.
Der 1,92 m große und 92 kg schwere El-Nakib spielte in seiner Heimatstadt für Olympi. 2006 verpflichtete ihn der tunesische Club Africain. In der Saison 2008/09 stand er im Tor des französischen Vereins Paris Handball, mit dem er im EHF-Europapokal der Pokalsieger 2008/09 das Achtelfinale erreichte. Anschließend spielte er für die Vereine Police und Sporting in Ägypten.
Mit der Ägyptischen Nationalmannschaft nahm Nakib an den Olympischen Spielen 1996, 2000, 2004 und 2008 teil. Er nahm an elf Weltmeisterschaften teil, so 1995, 1997, 1999, 2001, 2003, 2005, 2007, 2009, 2011 2013 und 2015. Dies stellt den Teilnahmerekord gemeinsam mit dem Argentinier Gonzalo Carou dar.
Bei der Afrikameisterschaft gewann er 2000, 2004 und 2008 Gold, 2006 und 2010 Silber sowie 1996, 1998, 2002, 2012 und 2014 Bronze. Bei den Afrikaspielen gewann er 2003, 2007, 2011 und 2015 Gold sowie 1999 Silber. Bei den Mittelmeerspielen 2013 gewann er mit Ägypten die Goldmedaille.
Insgesamt bestritt er 350 Länderspiele.